# Vanilla roscheri
Vanilla roscheri ist eine Orchideenart aus der Gattung Vanilla. Sie kommt in Südafrika, Ostafrika und auf Sansibar vor. 

## Merkmale
Vanilla roscheri ist eine blattlose, kletternde und kriechende Orchidee von unbestimmter Wuchshöhe und einem Durchmesser von bis zu 20 mm. Die grünlich-braunen, zylindrischen Stängel sind saftig-fleischig. Die 30 cm langen, unverzweigten Blütenstände sind endständig oder achselständig. Die Blüten sind weiß mit einer weißen Lippe und einem tiefrosa Kelch. Sie haben einen starken, süßen Duft. Fruchtknoten und Blütenstiele sind kurz, am Anfang aufrecht stehend und später gedehnt. Die lanzettlich-länglichen Kelchblätter sind 80 mm lang. Die Kronblätter sind 80 mm lang, 38 mm breit, elliptisch-länglich oder eiförmig und stachelspitzig. Die Lippe ist 80 mm lang, 45 mm breit und trichterförmig. Die Lippenränder sind an der Basis zu einer 20 mm langen Griffelsäule verwachsen. Die Röhrenblüte weist zwei Reihen mit gelappten Kronen von 4 mm Höhe auf. Eine kleine Krone von bis 15 mm Länge setzt sich aus zwei Reihen von fingerförmigen Lamellen zusammen und erwächst zwischen den Hauptkronen an der Basis. Die Griffelsäule ist 2,5 cm lang, die Fruchtkapsel ist 17,5 cm lang und 7,5 mm breit.

## Verbreitungsgebiet
Das Verbreitungsgebiet erstreckt sich vom südwestlichen Äthiopien und von Kenia über die Küste Tansanias, weiter über Sansibar, Mosambik (Inhambane, Pomene, die Nordküste der Maputo-Bucht, Dondo Forest) bis nach Südafrika, wo die Art nur vom Sibaya-See innerhalb des Greater St. Lucia Wetland Parks bekannt ist. Die sehr nahe verwandte Art Vanilla phalaenopsis ist auf den Seychellen heimisch.

## Lebensraum und Ökologie
Vanilla roscheri wächst auf Küstenbuschland, in Mangrovensümpfen, auf offenem, immergrünen Busch- und Waldland sowie auf Grasland mit vereinzelten Bäumen zwischen 1 und 100 m über dem Meeresspiegel. Der Nachweis vom Sibaya-See war vom Rand eines Waldgebietes in der Nähe des Seeufers. Die Blütezeit ist im Januar. Als Bestäuber fungieren unter anderem Schmetterlinge aus der Familie der Schwärmer (Sphingidae).

## Taxonomie
Vanilla roscheri wurde 1876 von Heinrich Gustav Reichenbach in Linnaea; Ein Journal für die Botanik in ihrem ganzen Umfange Band 41, Teil 1, Seite 65 erstbeschrieben. Das Artepitheton ehrt den deutschen Afrikaforscher Albrecht Roscher.

## Status
Die genaue Population ist unbekannt. In Südafrika gilt die Art als selten und wird in der Kategorie „unzureichende Datenlage“ (data deficient) gelistet. Die Hauptgefährdung geht von der Entwaldung, Bränden, der traditionellen Medizin sowie von Orchideensammlern aus.